# Фьярдархейдаргёйнг
Фьярдархейдаргёйнг (исл. Fjarðarheiðargöng, слушатьо файле; также известен как Сейдисфьярдаргёйнг — Seyðisfjarðargöng) — планируемый к постройке автомобильный тоннель под горным массивом Фьярдархейди в регионе Эйстюрланд на востоке Исландии. Тоннель должен стать частью дороги Сейдисфьярдарвегюр и значительно обезопасить и улучшить транспортное сообщение на участке между Сейдисфьордюром и Эйильсстадиром. Строительство планируется начать в 2022 году.

## Предпосылки
Участок дороги Сейдисфьярдарвегюр 93 протяженностью 27,3 км является одним из самых высоко расположенных в Исландии. Он проходит на высоте 620 м по перевалу через горный массив Фьярдархейди. Из-за обильных снегопадов дорога часто закрывается не только в зимний период (с сентября по май), но иногда и летом.
Сейдисфьярдарвегюр 93 — одна из самых важных дорог в стране, так как это единственный путь связывающий Исландию с портом Сейдисфьордюр, где расположена единственная международная автомобильная грузопассажирская паромная переправа Сейдисфьордюр—Торсхавн—Хиртсхальс связывающая Исландию и Европу. Кроме того, порт Сейдисфьордюр является крупнейшей гаванью для круизных лайнеров в Восточной Исландии, где в год прибывает от 45 до 60 лайнеров с примерно 5000 туристов на борту.
Кроме того, как показал катастрофический оползень в декабре 2020 года, Сейдисфьордюр находится оползнеопасной зоне и в случае возникновения чрезвычайной ситуации нет никой возможности быстро оказать помощь жителям города, если дорога 93 закрыта.

## Планирование
В 1983-84 годах, а затем снова в 1989-93 годах Исландское дорожное управление заказало предварительные геологические исследования условий строительства туннеля в Восточной Исландии между Сейдисфьордюром и Эйильсстадиром. Полученные данные затем были использованы в работе сформированной в 1988 году группы по вопросам безопасности дорожного движения, которая работала над планами строительства туннелей в Восточной Исландии и искать пути их финансирования. Группа представила свои предложения в 1993 году, в соответствии с которыми в первую очередь должен был бы быть построен туннель, который решил бы проблему зимней изоляции Сейдисфьордюра.
Предложения были представленны, по ним велись активные дискуссии в Альтинге, но долгие годы никаких реальных работ не велось.
В 2014 году были проведены первые геологические изыскания и пробурена разведочная скважина глубиной 430 м недалеко от центра горного массива Фьярдархейди, а в 2015 году Исландское геологоразведочное управление приступило к наземным геологическим наблюдениям и подготовке к разведочному бурению в 2016 году.
В июне 2016 года Исландское геологоразведочное управление начало разведочное бурение в двух местах недалеко от Эйильсстадир и трех местах в Сейдисфьордюр, недалеко от дороги Сейдисфьярдарвегюр 93 на высоте 165—470 м над уровнем моря. Работы включали бурение вертикальных скважин с извлечением керна и последующим его исследованием, а также бурение скважин для замеров температуры внутри геологических пластов.
После завершения разведочного бурения Исландское дорожное управление начало работу над планированием тоннеля, подъезной дороги к его порталам и дополнительных дорожных сооружений. Предполается, что портал Фьярдархейдаргёйнг в Сейдисфьордюра будет находиться на высоте около 130 м, напротив водопада Гюфюфосс неподалёку от Сейдисфьярдарвегюр 93. Западный портал может расположиться на высоте 130—140 м в долине реки Мидхусаау или же возле Дальхус.
В 2017 году ежегодное общее собрание исландских общин постановило, что туннель Фьярдархейдаргёйнг является приоритетным проектом в Восточной Исландии и подчеркнуло необходимость как можно скорее приступить к его строительству.
С 2017 по 2021 год никаких работ по не проводилось, а в феврале 2021 года Исландское дорожное управление сообщило, что оно завершило предварительные работы и летом 2021 года начнет непосредственное проектирование туннеля, а начиная с осени 2021 года будет проводить оценку воздействия работ на окружающую среду и составление экологического отчёта. Когда в 2022 году будет готов отчёт, тогда можно будет запускать тендеры и составлять контракты. Работы по прокладке тоннеля начнутся не раньше осени 2023 года. Всего расчетное время строительства составит около семи лет, из которых непосредственно рытье туннеля займет всего три года. По словам Исландского дорожного управления, тоннель Фьярдархейдаргёйнг будет открыт во второй половине 2029 года, если не замедлит работу высокая температура скальных пород, значительное давлении грунтовых вод и наличие слоёв горных пород с прочностью меньше, чем основная базальтовая порода.